# Tempurharjo
Tempurharjo is een bestuurslaag in het regentschap Wonogiri van de provincie Midden-Java, Indonesië. Tempurharjo telt 2770 inwoners (volkstelling 2010).